# 劉玄佐
劉玄佐（729年—792年），本名劉洽。唐滑州匡城（今長垣縣西南）人。
少時倜盪，為人豪放，早年是縣衙捕頭，後因事入獄，幾為獄卒折磨至死，後逃脫。從永平軍，代宗大歷年間，因功當上了永平軍牙將。襲破宋州，為宋州刺史，加封為御史中丞。建中二年擊敗李納，斩首万余级，功加御史大夫。又克濮州，杨令晖投降。又與淮西节度使李希烈殊死戰，多有戰勝，希烈攻陳州，劉洽遣劉昌與諸軍救之。在陳州大破李希烈，奪取汴州，为汴宋节度使、陈州诸军行营都统，唐德宗回長安，赐名为劉玄佐。官至泾原四镇北庭等道兵马副元帅。
玄佐厚赏军士，颇得民心，知錯能改，一日欲殺翟行恭，為謀士鄭涉所勸阻。貞元二年（786年），韓滉與劉玄佐同拜為兄弟。貞元八年（792年）四月宣武軍節度使劉玄佐死後，追赠为太傅。其子劉士寧繼任。

## 延伸阅读
[在维基数据编辑]
 《舊唐書·卷145》，出自刘昫《舊唐書》
 《新唐書·卷214》，出自《新唐書》